# Concepción (San Juan)

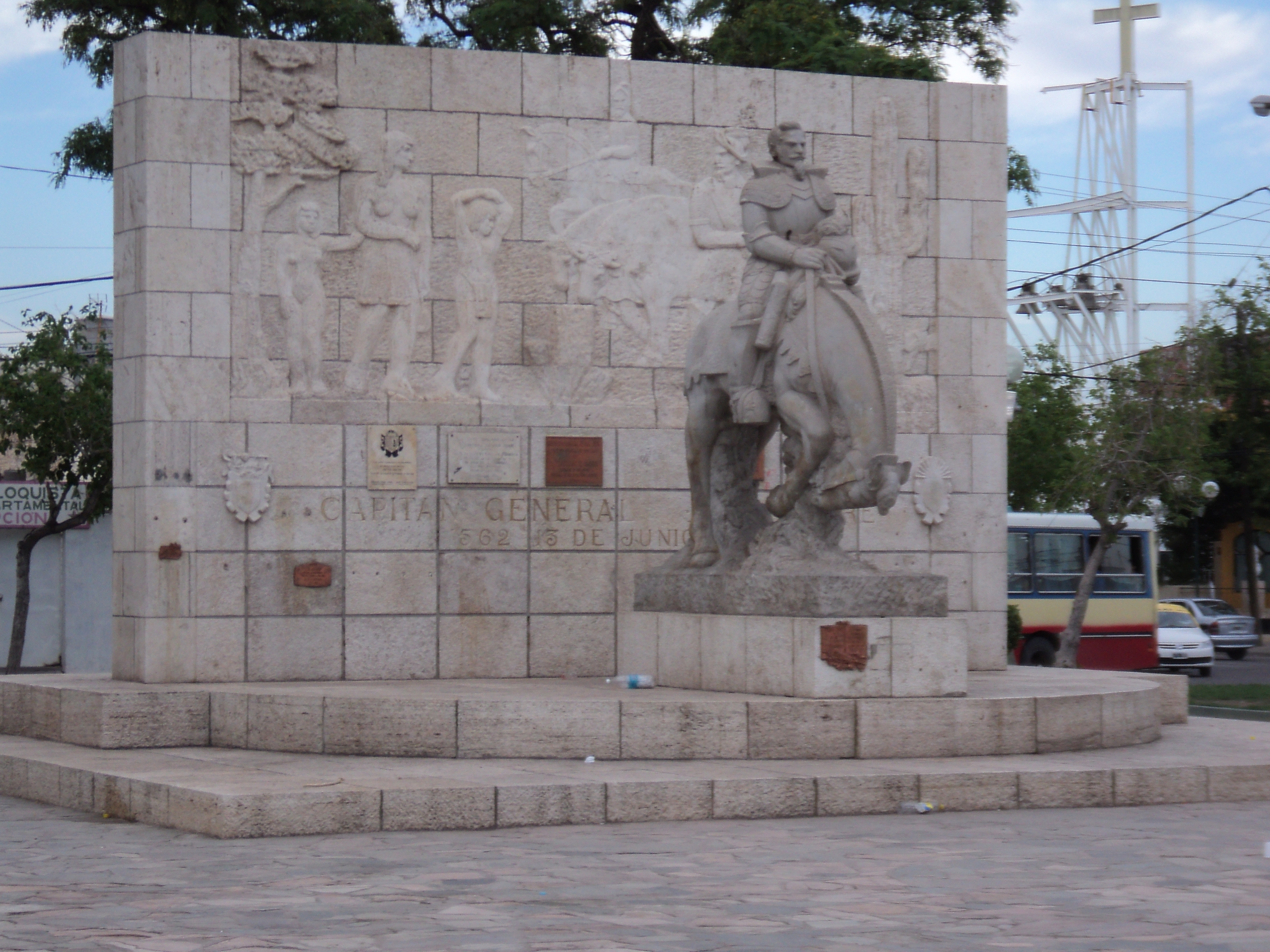
Monumento a Juan Jufré en Concepción

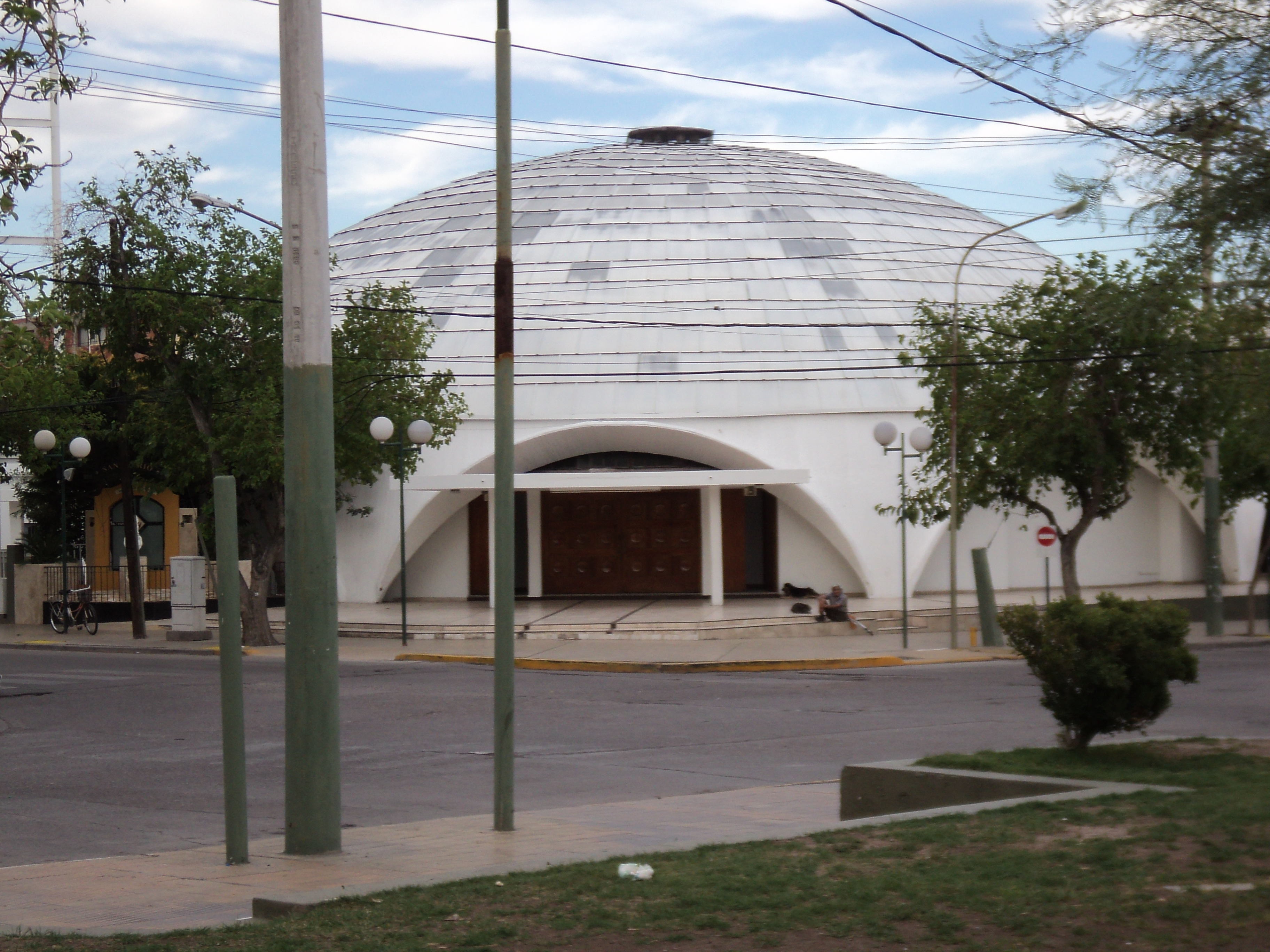
Iglesia de Concepción en su plaza principal

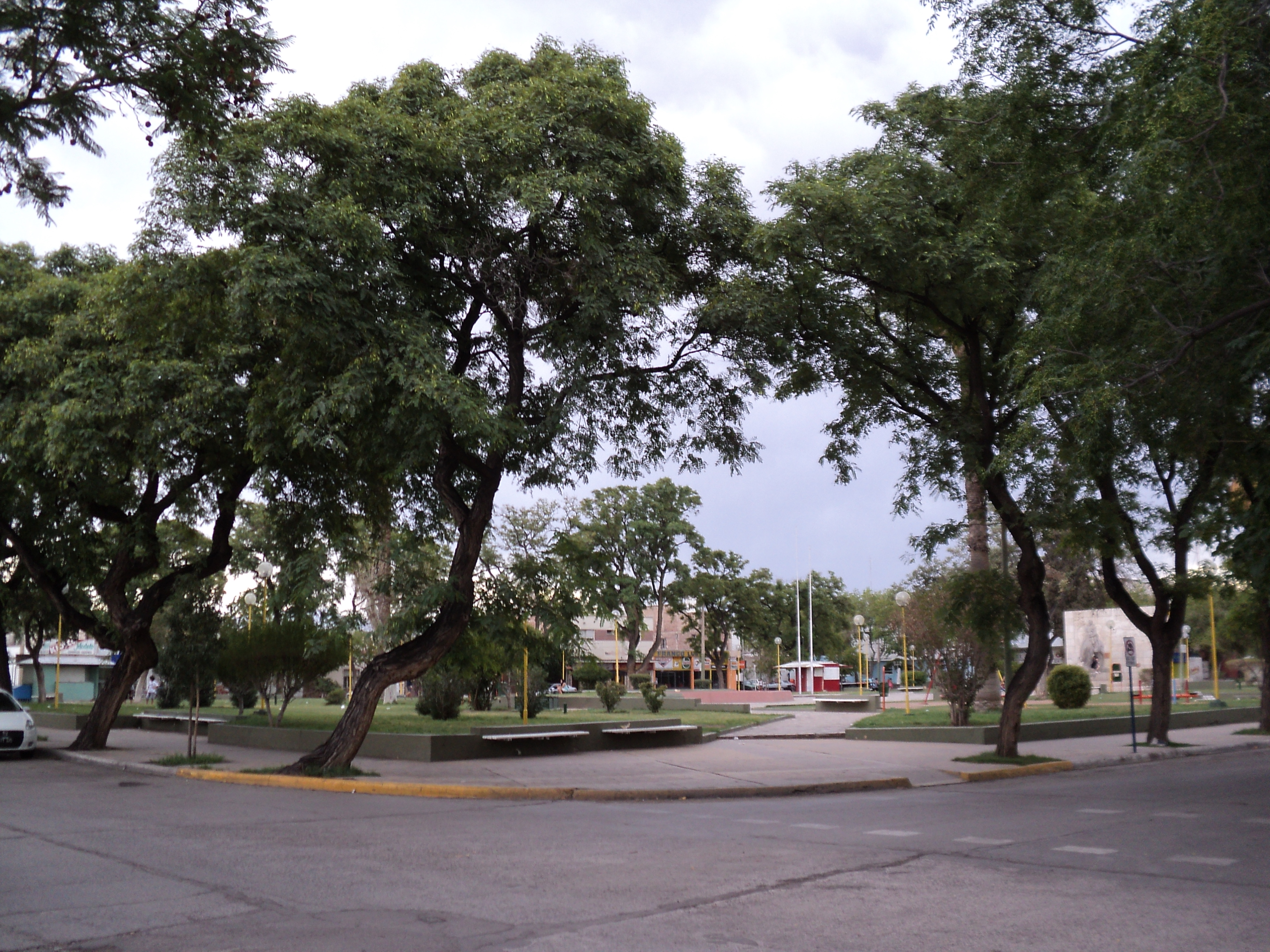
Plaza principal de Concepción.

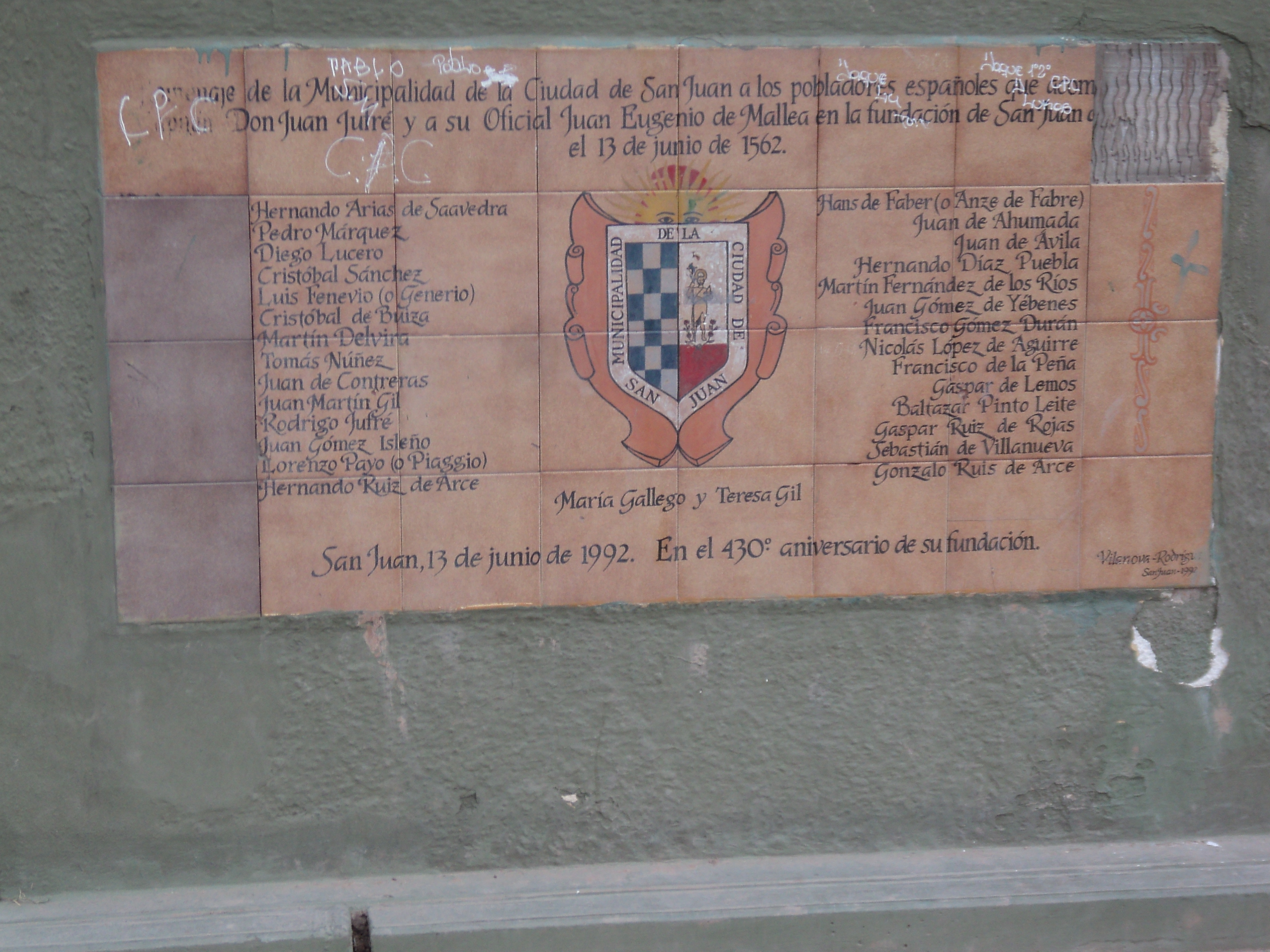
Placa que rememora la fundación de la ciudad de San Juan

Concepción es una localidad y un distrito del departamento Capital, ubicado en el centro sur de la provincia de San Juan, Argentina.
Este distrito se localiza en la parte norte del departamento Capital, donde limita al norte con el departamento Chimbas, al sur con la zona central de la ciudad de San Juan, al este con el departamento Santa Lucía y al oeste con el distrito de Desamparados. Está completamente urbanizado con una elevada densidad de población. Posee personalidad propia pero está permanentemente ligado a la ciudad de San Juan.
Posee calles y avenidas bien trazadas, completamente forestadas con árboles que son irrigados por una red de pequeños canales (acequias), conservando las características propias de la zona central de la ciudad de San Juan.
Este distrito es conocido popularmente como el "pueblo viejo", ya que fue en él, la primera fundación de la ciudad de San Juan, realizada por el español Juan Jufré, en el 13 de junio de 1562, para luego su hijo Luis Jufré, la trasladase veinticinco cuadras al sur, a su actual emplazamiento por las repetidas inundaciones que sufría, provocadas por el río San Juan.

## Toponimia
El nombre de este distrito rinde homenaje a la Inmaculada Concepción de María.

## Geografía

### Sismicidad
La sismicidad del área de Cuyo (centro oeste de Argentina) es frecuente y de intensidad baja, y un silencio sísmico de terremotos medios a graves cada 20 años en distintas áreas aleatorias.

### Terremoto de Caucete 1977
El 23 de noviembre de 1977, Caucete fue asolada por un terremoto y que dejó como saldo lamentable algunas víctimas, y un porcentaje importante de daños materiales en edificaciones.
El Día de la Defensa Civil fue asignado por un decreto recordando el sismo que destruyó la ciudad de Caucete el 23 de noviembre de 1977.
- Escala de Richter: 7,4
- 65 víctimas mortales
- 284 víctimas heridas
- más de 40.000 víctimas sin hogar. No quedaron registros de fallas en tierra, y lo más notable efecto del terremoto fue la extensa área de licuefacción (posiblemente miles de km²).

El efecto más dramático de la licuefacción se observó en la ciudad, a 70 km del epicentro: se vieron grandes cantidades de arena en las fisuras de hasta 1 m de ancho y más de 2 m de profundidad. En algunas de las casas sobre esas fisuras, el terreno quedó cubierto de más de 1 dm de arena.

#### Sismo de 1861
Aunque dicha actividad geológica ocurre desde épocas prehistóricas, el terremoto del 20 de marzo de 1861 señaló un hito importante dentro de la historia de eventos sísmicos argentinos ya que fue el más fuerte registrado y documentado en el país. A partir del mismo la política de los sucesivos gobiernos mendocinos y municipales han ido extremando cuidados y restringiendo los códigos de construcción. Pero solo con el terremoto de San Juan de 1944 del 15 de enero de 1944 (81 años) el gobierno sanjuanino tomó estado de la enorme gravedad sísmica de la región.

## Personajes célebres
- Claudio Fabián Tapia, presidente de la Asociación del Fútbol Argentino, nació en Concepción en 1967.